# 応用物理部門 (東京大学)
応用物理部門（おうようぶつりぶもん）は、東京大学工学部物理工学科及び計数工学科の総称。同工学部応用物理学科を前身とする。応用物理学部門（おうようぶつりがくぶもん）とも。

## 概要
物理工学科、計数工学科の2学科は合わせて「応用物理（学）部門」と呼ばれており、物理学・数学を基礎とした工学分野の教育研究が行われている。進学振分けは学科ごとに行われ、計数工学科の2コースへの振分けはその後3年次進学までに行われる。

## 沿革
- 1945年 - 旧制東京帝国大学工学部計測工学科設置。
- 1946年 - 旧制東京帝国大学工学部応用数学科。
- 1949年 - 新制東京大学工学部計測工学科設置。両学科の前身。
- 1951年 - 計測工学科が応用物理学科に改組。物理工学コース、計測工学コース、数理工学コースの3コースからなる。
- 1962年 - 物理工学科と計数工学科に分離。このうち計数工学科には数理工学コース、計測工学コースの2コースが設置。
- 2001年 - 情報理工学系研究科設置に合わせて、数理工学コースが数理情報工学コース、計測工学コースがシステム情報工学コースに改称。